# Microcylloepus foveatus
Microcylloepus foveatus är en skalbaggsart som beskrevs av Leconte 1874. Microcylloepus foveatus ingår i släktet Microcylloepus och familjen bäckbaggar. Inga underarter finns listade i Catalogue of Life.